# Anthony Caro

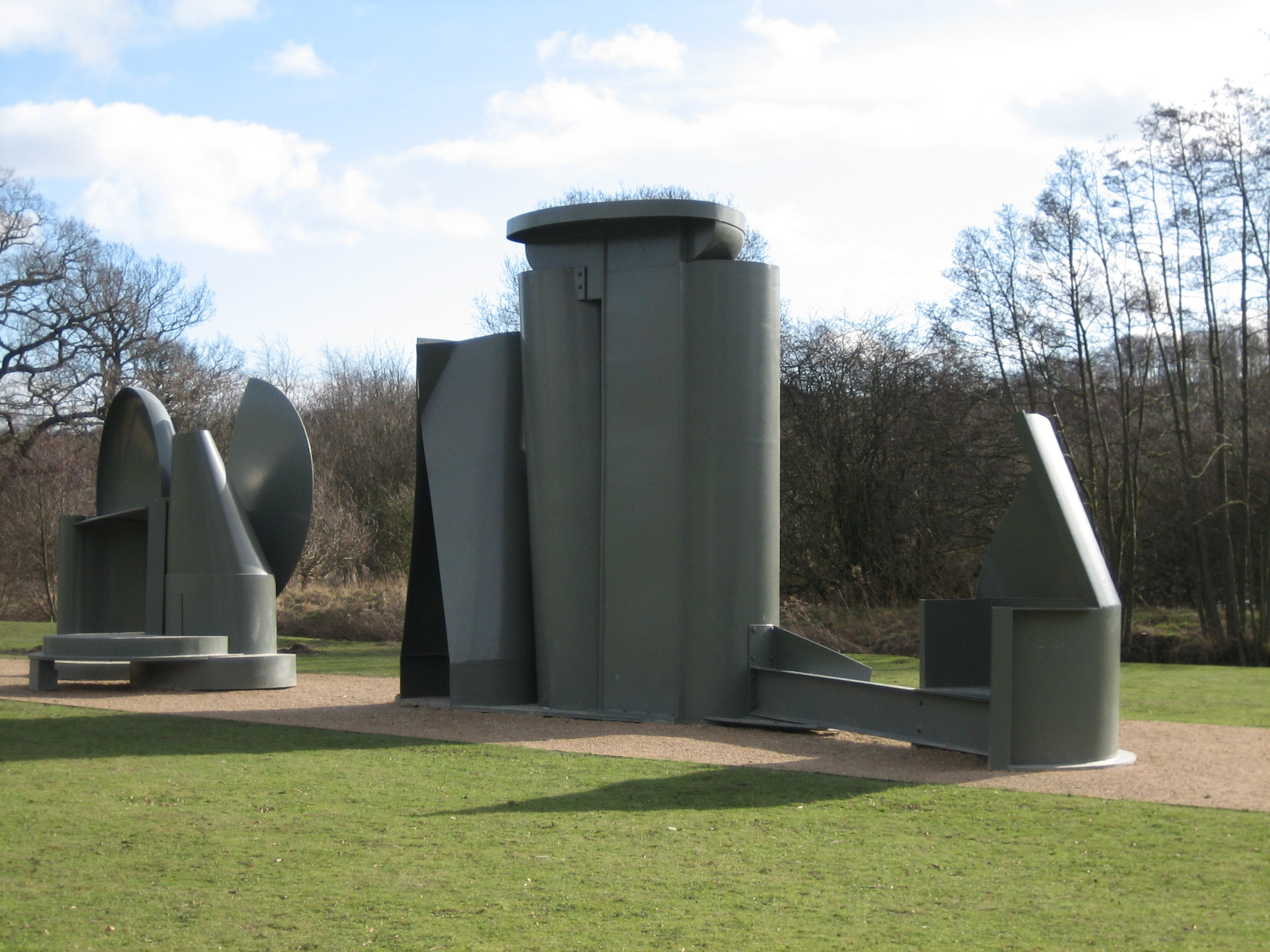

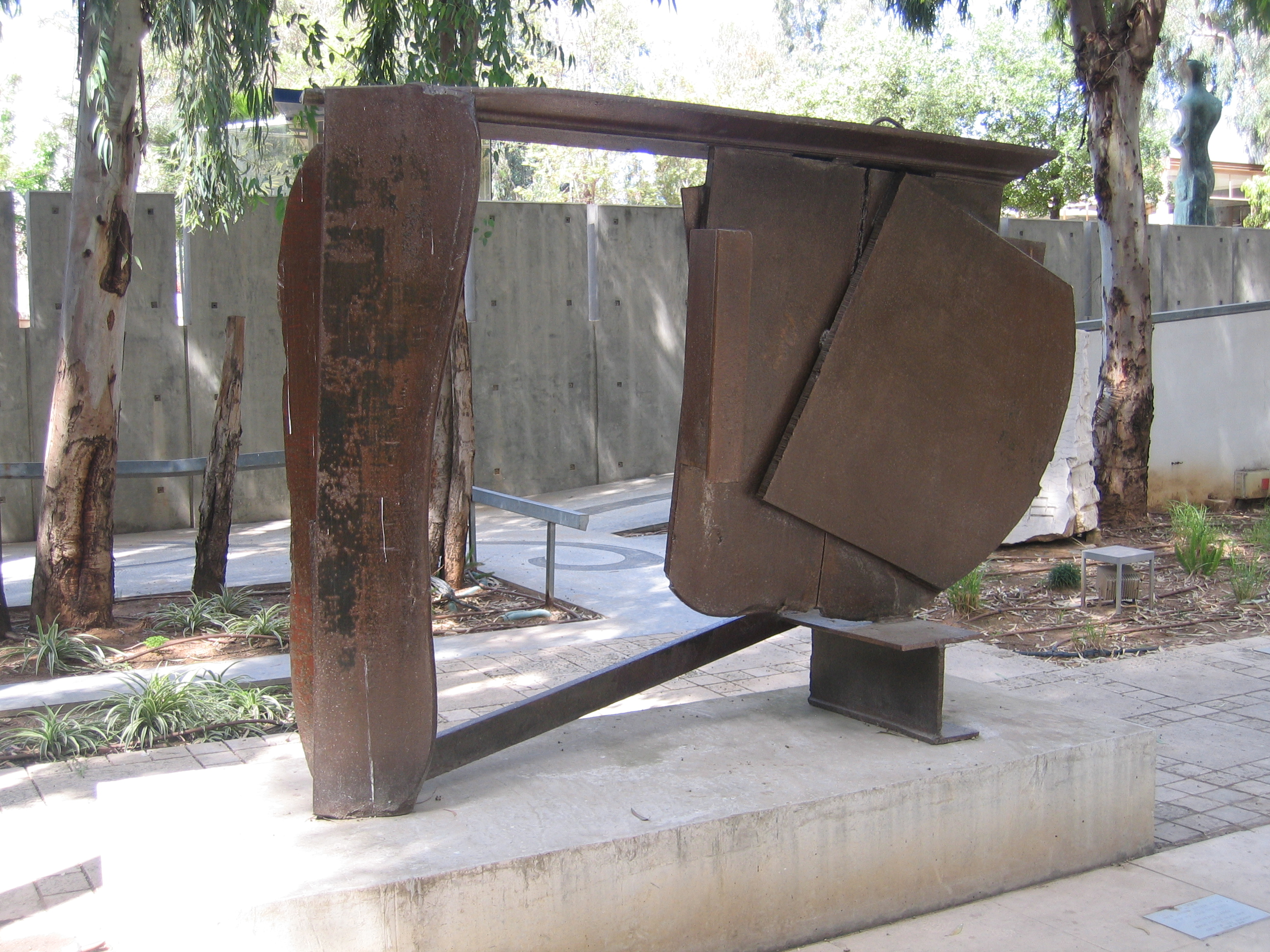

Anthony Alfred Caro (ur. 8 marca 1924 w New Malden, zm. 23 października 2013 w Londynie) – brytyjski rzeźbiarz.
Studiował w Royal Academy School i Regent Street Polytechnic w Londynie, uzyskał również tytuł inżyniera w Cambridge. W latach 1951–1953 asystował Henry’emu Moore’owi w jego pracowni. Po studiach rozpoczął pracę w St. Martin’s School of Art (1953–1981).
Początkowo uprawiał rzeźbę figuralną w tradycyjnych materiałach. W latach 1959–1960 odbył podróż do Stanów Zjednoczonych, gdzie nawiązał kontakty z Kennethem Nolandem i krytykiem Clementem Greenbergiem, oraz zapoznał się z pracami Davida Smitha. Po powrocie tworzył konstrukcje ze spawanych elementów przemysłowych. Swoimi pracami udowodnił, że rzeźba może być umiejscawiana bezpośrednio na podłożu, bez jakiegokolwiek postumentu. Poprzez malowanie części swoich prac uwolnił je także od ekspresji materiału. 
W opozycji do tradycji ustanowionej przez Henry’ego Moore’a twierdził, że rzeźba powinna być eksponowana w zamkniętym pomieszczeniu, w plenerze bowiem staje się elementem otoczenia, wchodzi z nim w silne związki, w zamkniętej przestrzeni natomiast staje się ona samoistną strukturą. 
Około roku 1962 rzeźby Caro zaczęły nabierać lekkości, przybierały przeważnie horyzontalne kierunki, ich kompozycja stawała się coraz bardziej otwarta ingerując w przestrzeń widza. Przykładem może być praca Early One Morning, w której artysta zaprzeczył właściwościom materiału opierając ciężką stalową konstrukcję na kilku niewielkich punktach. 
W 1966 roku Caro zaczął także tworzyć serię rzeźb tytułowaną Table Pieces. Były to, jak wynika z nazwy, dzieła o mniejszym rozmiarze, dzięki czemu wyeksponowane zostały w nich jakości plastyczne zanikające w rzeźbach o dużej skali.